# Liste der Monuments historiques in Saint-Euphrône
Die Liste der Monuments historiques in Saint-Euphrône führt die Monuments historiques in der französischen Gemeinde Saint-Euphrône auf.

## Liste der Immobilien
| Bezeichnung       | Beschreibung                                        | Standort                | Kennzeichnung | Schutzstatus | Datum | Bild           |
| ----------------- | --------------------------------------------------- | ----------------------- | ------------- | ------------ | ----- | -------------- |
| Kirche St-Clément | Chor aus dem 13. und Schiff aus dem 16. Jahrhundert | Route de Marigny (Lage) | PA21000024    | Inscrit      | 2001  | weitere Bilder |

## Liste der Objekte
| Bezeichnung                                                                 | Beschreibung                                                                | Standort                        | Kennzeichnung | Schutzstatus | Datum | Bild |
| --------------------------------------------------------------------------- | --------------------------------------------------------------------------- | ------------------------------- | ------------- | ------------ | ----- | ---- |
| Skulptur Heiliger Clemens                                                   | Kalkstein, farbig gefasst, 16. Jahrhundert                                  | in der Kirche St-Clément (Lage) | PM21001950    | Classé       | 1931  |      |
| Skulptur Heiliger Euphronius von Autun                                      | Kalkstein, farbig gefasst, 16. Jahrhundert                                  | in der Kirche St-Clément (Lage) | PM21001951    | Classé       | 1931  |      |
| Skulptur Moses                                                              | Kalkstein, 16. Jahrhundert                                                  | in der Kirche St-Clément (Lage) | PM21001952    | Classé       | 1967  |      |
| Gemälde Heilige Katharina von Alexandrien                                   | Ölfarbe auf Leinwand, bezeichnet 1778                                       | in der Kirche St-Clément (Lage) | PM21001953    | Classé       | 1967  |      |
| Hauptaltar                                                                  | Altartisch und Retabel; Holz, farbig gefasst und vergoldet, 17. Jahrhundert | in der Kirche St-Clément (Lage) | PM21004855    | Inscrit      | 2009  |      |
| Gemälde Der heilige Simon Stock empfängt den Skapulier von der Gottesmutter | Ölfarbe auf Leinwand, vergoldeter Holzrahmen, 17. Jahrhundert               | in der Kirche St-Clément (Lage) | PM21004856    | Inscrit      | 2009  |      |
| Tabernakel                                                                  | Holz, vergoldet, 17. Jahrhundert                                            | in der Kirche St-Clément (Lage) | PM21004857    | Inscrit      | 2009  |      |
| Kruzifix                                                                    | Holz, 14. Jahrhundert (?)                                                   | in der Kirche St-Clément (Lage) | PM21004858    | Inscrit      | 2009  |      |
| Reliquienbüste des heiligen Hilarius                                        | Holz, farbig gefasst und vergoldet, 16. Jahrhundert                         | in der Kirche St-Clément (Lage) | PM21004859    | Inscrit      | 2009  |      |
| Armreliquiar des heiligen Clemens                                           | Holz, farbig gefasst, 16. Jahrhundert                                       | in der Kirche St-Clément (Lage) | PM21004860    | Inscrit      | 2009  |      |
| Gemälde Abendmahl                                                           | Ölfarbe auf Leinwand, Holzrahmen, 17. Jahrhundert                           | in der Kirche St-Clément (Lage) | PM21004861    | Inscrit      | 2009  |      |
| Gemälde Heiliger Franz Xaver                                                | Ölfarbe auf Leinwand, vergoldeter Holzrahmen, Mitte des 19. Jahrhunderts    | in der Kirche St-Clément (Lage) | PM21004862    | Inscrit      | 2009  |      |